# Toit-terrasse
 (février 2016).
Si vous disposez d'ouvrages ou d'articles de référence ou si vous connaissez des sites web de qualité traitant du thème abordé ici, merci de compléter l'article en donnant les références utiles à sa vérifiabilité et en les liant à la section « Notes et références ».
Pour les articles homonymes, voir Toit et Terrasse.
Un toit-terrasse (ou toiture terrasse) est un dispositif architectonique technique permettant de réaliser une toiture plate. Cette dernière peut rester inaccessible ou être utilisée comme espace à vivre, convivial ou de loisir. Un toit-terrasse peut être traité en jardin (parfois seulement végétalisé) ou il peut être constitué de partie à l'air libre et d'éléments construits, avec un solarium par exemple.

## Historique

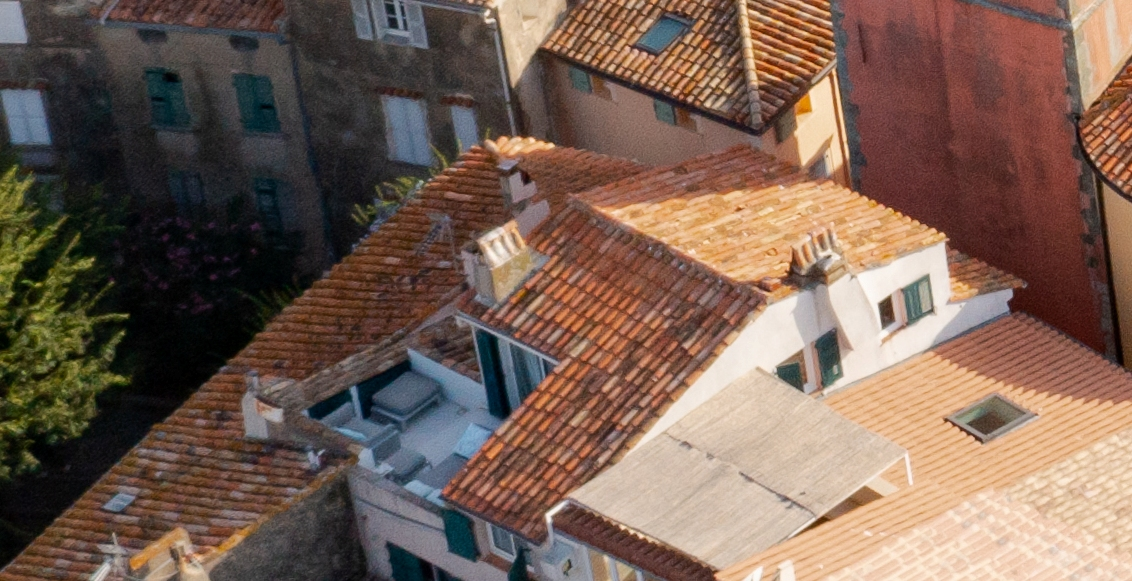
Terrasse tropézienne d'une maison provençale de Saint-Tropez dans le Var.

Ce concept fut notamment prôné et développé par Le Corbusier qui en fit l'un de ses cinq points de l'architecture moderne de 1927. Son idée était de récupérer dans les villes l'espace occupé par le bâti (espace « subtilisé » au sol) en le reprenant sur le toit des bâtiments. Les toits-terrasses des unités d'habitation par exemple sont traités comme un espace public, avec même des équipements comme une école maternelle.
Avec la diffusion du mouvement moderne, le concept de toit-terrasse fut repris et adapté par de nombreux architectes. Au Brésil il fut utilisé par Lucio Costa et son équipe dans les années 1930 pour le projet du siège de ce qui était alors le Ministère de l'Éducation de la Santé publique (aujourd'hui le palace Gustavo Capanema).

## Principe de construction

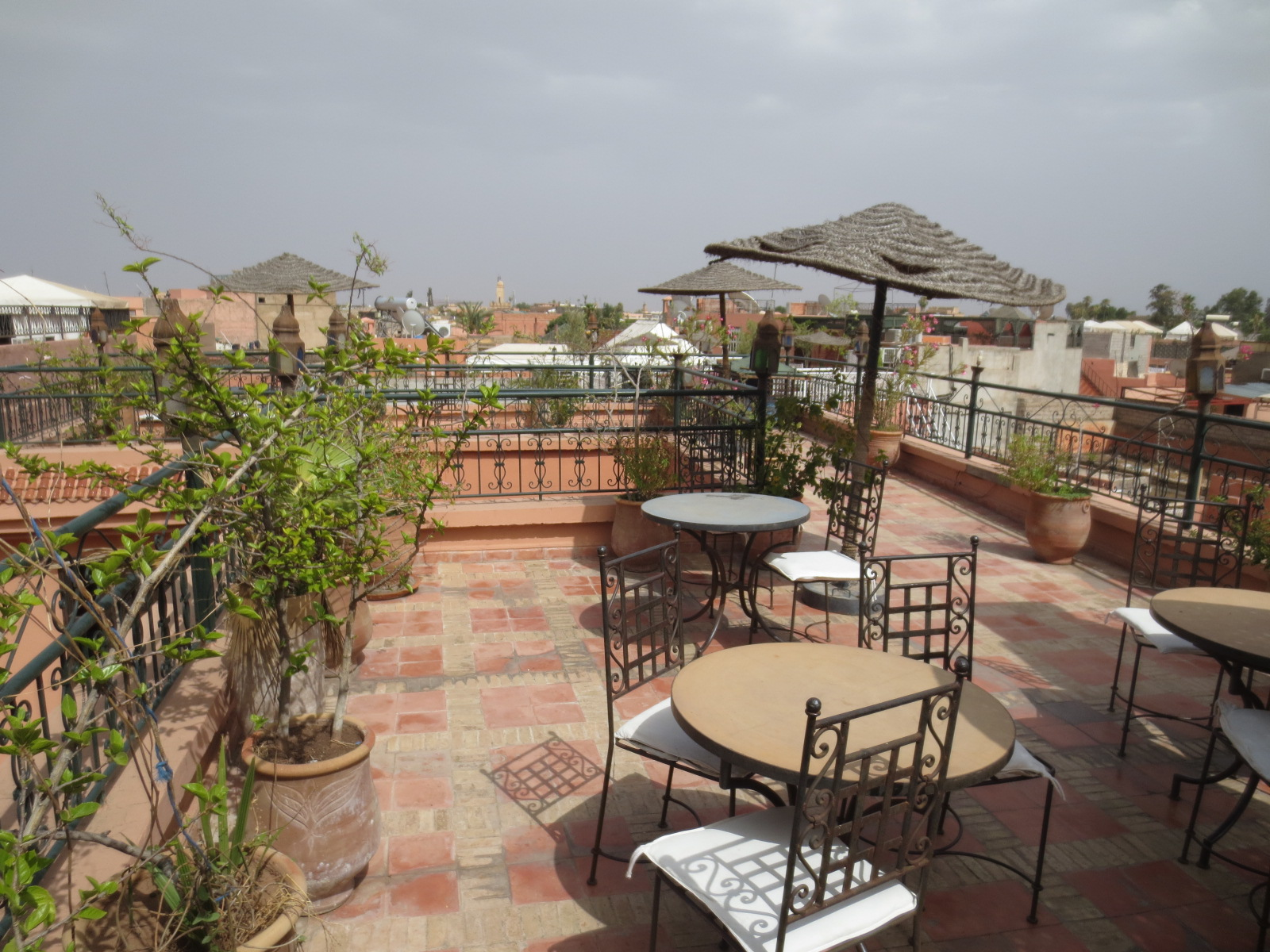
Toit-terrasse d'un riad au Maroc.

Les toitures terrasses remplissent un double rôle d'étanchéité et d'isolation thermique. Accessibles ou non, ce sont dans tous les cas des réalisations particulièrement délicates, en particulier si le lieu doit devenir une zone d'agrément, un jardin par exemple.
Pour être durables, mieux vaut que ces interventions soient mises en œuvre par des professionnels.
Les procédés d'étanchéité les plus «simples» consistent à appliquer deux ou trois couches d'une résine polyuréthane ou méthacrylique mono-composant sur un primaire d'accrochage sur les balcons, loggias ou escaliers. Selon le besoin, il est possible d'intégrer dans la dernière couche des éléments de silice. En cas de fissure, des toiles de renfort permettent d'effectuer des pontages ou encore des entoilages complets lorsque l'ensemble de la surface à traiter présente un taux de fissures important. Les toitures terrasses exigent une étanchéité plus performante et plus complexe à mettre en œuvre.

## Toitures terrasses circulables

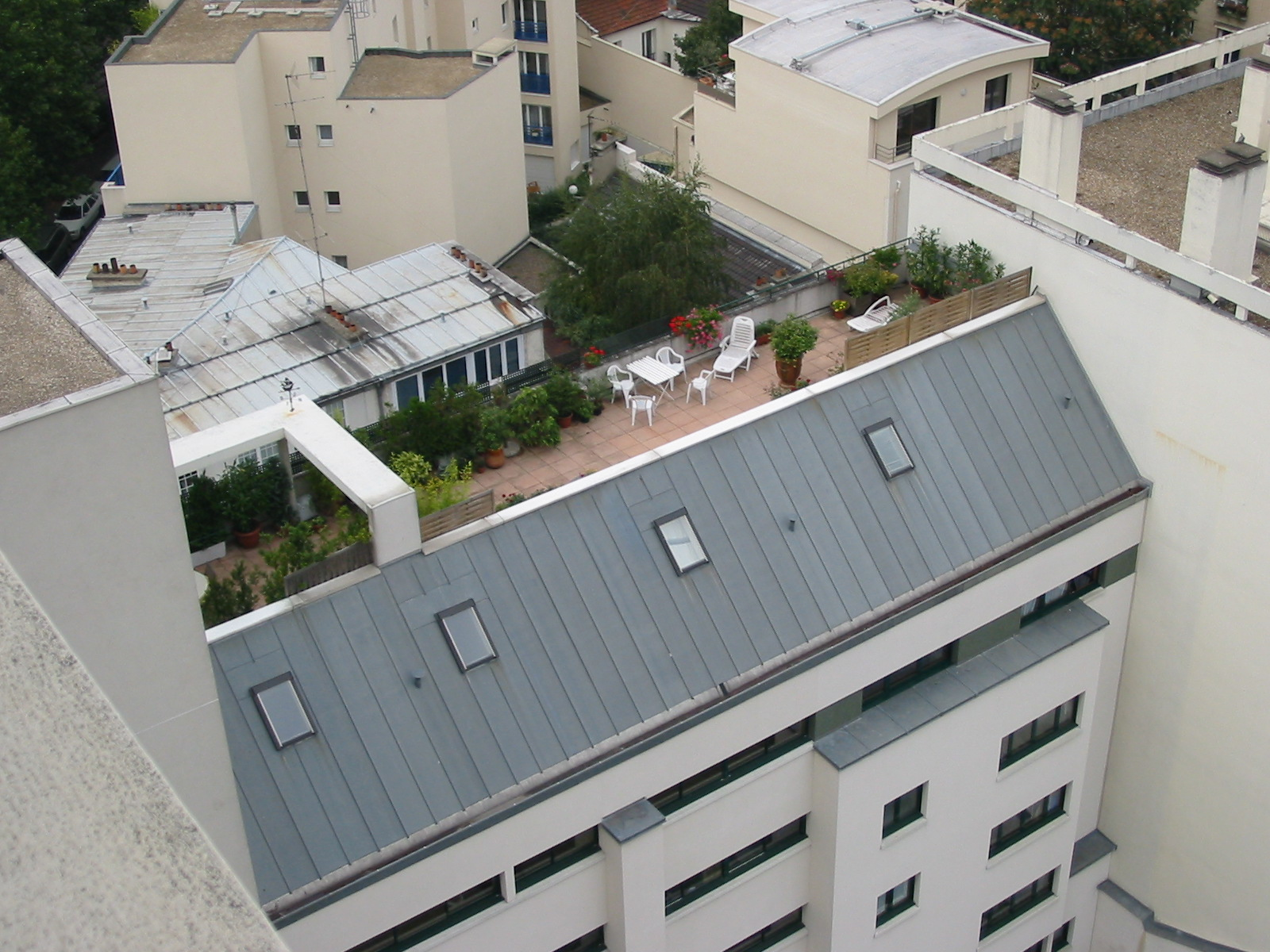
Toit-terrasse sur les toits de Paris.

Deux cas de figure sont possibles. Dans le premier, on utilise des membranes d'étanchéité soudables, composées d'une armature en polyester non tissée et enduite de bitume élastomère. Ce système d'étanchéité efficace autorise sans problème la pose d'un carrelage. Le principe de mise en œuvre reste identique à celui d'une étanchéité de toiture non circulable.
La seconde solution consiste à mettre en œuvre un procédé de dalles sur plots. Ces dalles peuvent être en béton ou en matière plus légère comme le bois naturel ou composite proposé sous forme de lattes fixées sur des lambourdes. Cette technique facilite la réfection rapide de l'étanchéité en cas de problème, puisque le dallage, simplement posé, peut être retiré sans dégradation pour accéder au support. 

## Toitures terrasses non circulables
Les produits les plus couramment utilisés sont des membranes d'étanchéité soudables, larges d'un mètre et réalisées à partir de deux éléments : d'une part, une armature en polyester non tissé, retenue pour ses résistances aux chocs et à la déchirure et, d'autre part, du bitume élastomère choisi pour son élasticité. Disponibles en différents coloris et proposés en rouleaux, ces matériaux remplissent leur rôle protecteur contre les agressions et notamment contre les ultraviolets. Toutes ces membranes, qui bénéficient d'avis techniques, font l'objet d'une mise en œuvre rigoureuse, sur des supports propres, secs et correctement dressés. Enfin, il est également possible d'isoler une toiture terrasse sur le plan thermique, en insérant des panneaux isolants en mousse de polyuréthane ou de polystyrène extrudé.

### Jardin sur la terrasse
Un jardin sur le toit, c'est un peu la campagne à la ville ou au milieu de la maison. De nombreuses précautions s'imposent : lors de la conception de la structure porteuse, il faut prévoir une pente minimale de 1 à 2 % et être certain que la structure sera capable de supporter de lourdes charges. En effet, 1 m3 de terre humide pèse 1 800 kg et 1 m3 de tourbe 1 400 kg.
Un orifice de collecte des eaux pluviales, protégé contre les risques d'obstruction et visitable par un regard, doit être mis en œuvre. Ceci facilite une circulation optimale de l'eau sans stagnation néfaste aux végétaux. Le relief retenant la terre sera suffisamment haute afin d'éviter l'infiltration d'eau derrière le relevé d'étanchéité, mais également résistant aux chocs des outils d'entretien.
L'étanchéité d'une terrasse-jardin comporte plusieurs couches :
- Un revêtement d'étanchéité traditionnel ou spécifique, avec armature, traité anti-racines et résistant au poinçonnement ;
- Une couche drainante disposée avant la terre, composée de granulats (argile expansée, cailloux ou graviers), plaques de polystyrène à plots et perforées, nappes drainantes synthétiques. Pensez à interrompre cette couche le long des fosses à arbre et des jardinières ;
- Une couche filtrante composée d'un géotextile, imputrescible et résistante au poinçonnement. La terre peut ensuite être mise en place et l'ensemble planté.